# 이원국 (야구인)
이원국(李源國, 1948년 5월 10일 ~ )은 대한민국에서 출생한 멕시코 국적의 야구 선수이자, 전 KBO 리그 MBC 청룡의 투수로 그는 중앙중학교 3학년 때부터 주목을 받았다. 그가 중학교 3학년 말 10월에 중앙고등학교 입학 예정자 자격으로 서울시 고교야구 추계연맹전에 선을 보였는데 고교 선수들 모두가 깜짝 놀랐다. 그는 185cm의 큰 키에 80kg이 넘는 덩치로 당시 성인야구 선수들보다 커 타자들을 압도했기 때문이다.
1964년 중앙고에 진학한 이원국은 1학년 때부터 주전 투수로 활약하고 2학년 때는 제 19회 전국지구별초청고교야구대회(황금사자기)에서 우승, 팀이 그 대회에서 처음으로 패권을 잡는데 공헌했다. 결승에서 그는 부산고를 만나 단 1안타만 내주고 동료인 유격수 이광환, 3루수 정동건 등의 호타호수비에 힘입어 7-0, 완봉승을 거두었다.
당시는 스피드건이 없어 구속을 측정할 수는 없었으나 150km/h 내외의 패스트볼로 성인 투수보다 빨랐다. 이원국과 비슷한 최고의 강속구 투수는 이후 재일동포 김호중과 최동원, 선동열, 박찬호 정도로 기억된다.
해외진출이 거의 전무하던 60년대에 고등학교 3학년 신분으로 일본프로야구팀 도쿄 오리온즈의 구단주인 나가타 마사이치 구단주의 눈에 뜨여 곧바로 10대의 나이에 일본프로야구 도쿄 오리온스로 진출하였고 멕시코에서 야구스타로서 최고의 전성기를 누린 한국이 낳은 슈퍼스타이며 멕시코에선 당대 최고의 우완투수로 평가받았다. 이후 멕시코 국적을 취득한후 그의 멕시코 이름은 '에르네스토 카를로스'(Ernesto Carlos)이다. 80년대 한국진출후 시범경기중 어깨부상으로 아쉽게도 그의 빠른 강속구를 더 이상 볼 수없게되었다.

## 선수 시절

### 일본 프로야구 시절
이원국은 중앙고교 졸업한 다음 해 1966년 봄 정식으로 오리온즈에 입단했다. 4년전인 백인천에 이어 두 번째로 일본프로야구에 진출한 대한민국 출생 야구선수였다. 도쿄 오리온스(1969년부터 롯데)에 입단하였으며 1969년 롯데로 넘어간 뒤 최동원이 1980년 말 이 팀의 두 번째 한국인 투수가 될 뻔 했지만 병역 문제 때문에 무산된일이 있었다고한다.
오리온즈 2군에서 훈련하면서 경기에 나갔던 이원국은 새로 제정된 외국인선수 규정에 걸리고 일본선수들의 심한 견제로 1군 승격이 어려웠지만 가까스로 1967년 시즌 후반기에 1군에 승격하며 1967년 8월 19일 한큐 브레이브스 전에 1군 공식경기에 등판했지만 1.1이닝 2실점 방어율 18.00의 부진한 투구내용을 기록하며 이 경기가 일본에서의 처음이자 마지막 등판이 되었다. 알려진 바에 따르면 그는 일본 리그에서는 양손 투수로 데뷔를 시도하였으나 이후에는 결과적으로 우완으로 전향하였다.

### 미국 프로야구 시절

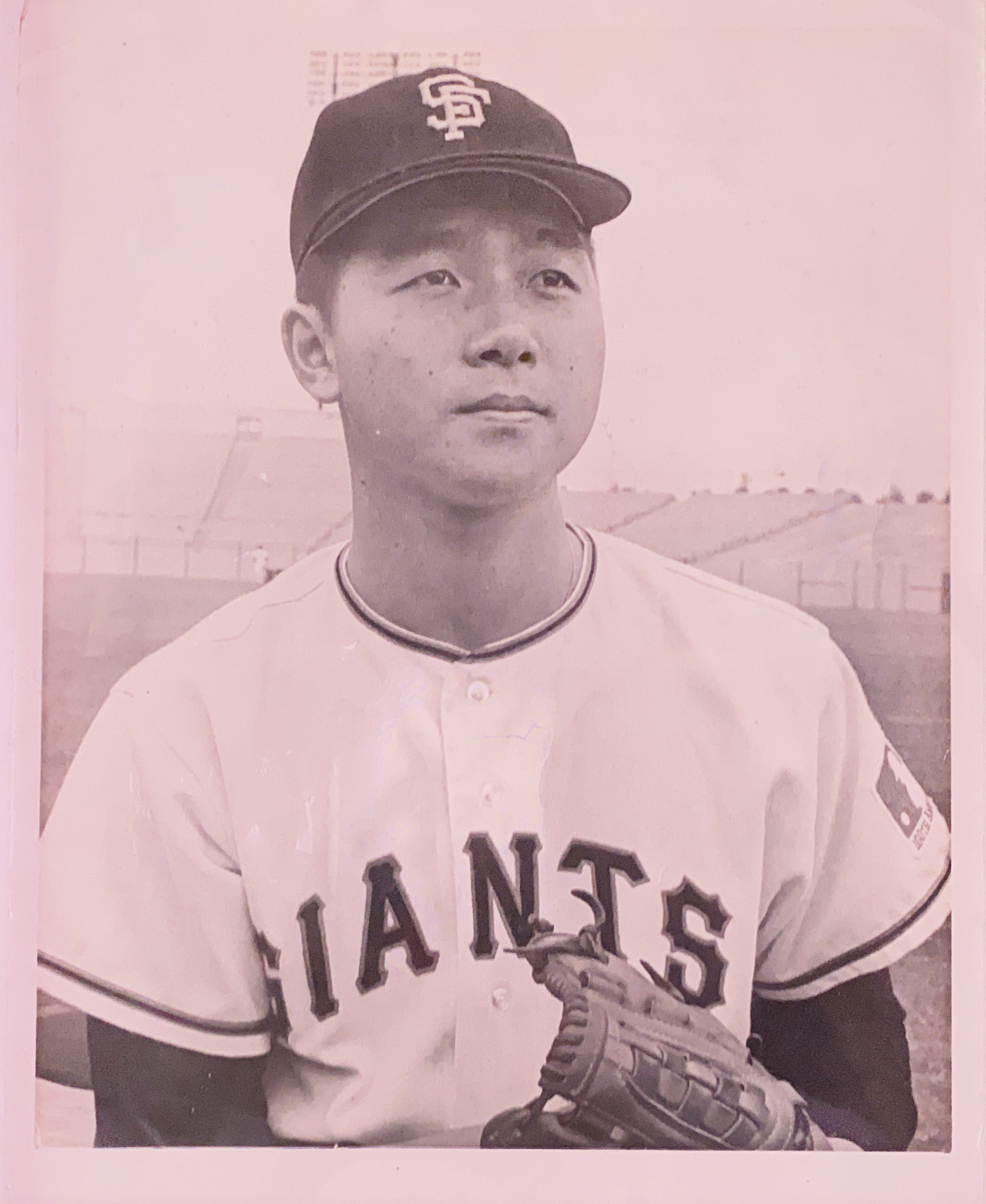

1968년에 샌프란시스코 자이언츠에 입단하였고 그 이후 몬트리올 엑스포스 디트로이트 타이거스 등을 거치며 마이너리그 트리플A까지 올라갔으나 메이저리그 무대를 밟지 못했다.

### 멕시코 프로야구 시절
1972년 피라타스 데 사비냐스에서 11승11패 ERA 3.27, 1973년 사비냐스와 사티요에서 16승 13패 ERA 2.30(리그 7위)을 기록하며 순식간에 그는 멕시코 최고의 투수 중 한 명이 되었다. 1974년 그는 미네로스 데 코아후이아로 이적하여 16승14패 ERA 3.08을 기록한다. 1975년은 그야말로 악운이 지배한 해였다. 7승 20패 (리그 다패 1위) ERA 3.33의 성적을 기록했다. 다음해 다시 반등한 이원국은 76년 16승9패 ERA 2.29(리그 11위) 및 212이닝동안 피홈런 5개의 경이적 기록을 냈다. 77년 16-10, ERA 3.51을 78년 13승13패3세이브 ERA 2.8을 기록하는 등 이원국은 꾸준히 프런트라인 선발투수의 재능을 보여주었다.
당시로서는 투수로 노장인 31세가 된 이원국은 멈추지 않았다. 37게임 35선발(리그1위) 24완봉 277이닝(리그 1위) 19승 14패 174삼진 70볼넷 ERA 2.53.. 다만 피안타 수도 285개로 1위로 점차 나이가 먹어가며 피칭 스타일 자체는 맞춰잡는 유형으로 변해갔다. 그럼에도 1980년대 들어서도 그의 엄청난 기록은 멈출 줄 몰랐다. 1980년 몬클로바와 페트롤레로스 데 포차 리카에서 10승9패 ERA 3.38을 기록했으며 1981년에는 1981년 18승(리그 2위) 11패 ERA 2.36으로 노익장을 과시하며 엄청난 실적을 내며 1981년 최우수선수로 선정되었다.
 1981년 최우수선수로 선정되는 등 멕시코 리그(동계 하계 모두 뜀)에서 통산 336경기 149승 128패 8세이브 1126탈삼진 154완투 33완봉 ERA 2.81의 성적을 남겼고 그 당시 29번을 달았으며 한국에 와서도 이 등번호를 선택했다.

### 한국 프로야구 시절

#### MBC 청룡시절
1982년 한국에 프로야구가 출범하자 다음 해 3월 MBC 청룡의 초청으로 17년 만에 귀국했다. 이후 불규칙한 일정 때문인지 이원국은 오른쪽 팔꿈치 부상을 당해 고생하면서 빠른 공보다는 컨트롤 위주의 투구를 했다.
1983년 3월 18일 입단하였으며 새로 부임했던 김동엽 감독과 훈련 방식의 차이로 갈등을 느껴 8경기 1승 1패 ERA 4.42에 그쳤고 급기야 1984년에는 오른쪽 팔꿈치 부상 등의 이유로 단 한 경기도 등판하지 못하여 시즌 후 임의탈퇴선수로 은퇴해 미국으로 돌아갔다.

### 해외프로야구선수 은퇴후
미국에서 일본계 2세 미국인 간호사 제인 리와 결혼한 이원국은 멕시코의 사비나스 팀 단장으로 2년간 근무하다가 손재주가 좋은 장점을 살려 텍사스 주의 샌안토니오와 오스틴에서 건축 사업가로 활동하며 삼성의 오스틴 전자공장 건물, 뉴욕주의 IBM 건물등을 건설하며 사업가로서 크게 성공하였고 현재는 미국 하와이주 호놀루루에서 많은 사회봉사와 한인사회의 리더로 살고있다.

## 출신 학교
- 중앙중학교
- 중앙고등학교